# 嘎呀河
嘎呀河（カヤか、拼音: Gāyā Hé）は中華人民共和国吉林省東部にあり、図們江の中国側の支流では最大である。金代には潺春水、清代には噶哈哩河あるいは十三道噶呀河と呼ばれていた。源は汪清県天橋嶺鎮の北端にある老松嶺山脈の三昌山西側から発して沿川の天橋嶺鎮、zh:大興溝鎮、zh:百草溝鎮を過ぎると南下する。汪清県図們市石県鎮を経て、最後に図們市の北東郊外で図們江に合流する。
全長は205.2 km、流域面積は13.565 km2、平均河道比降1.6 %、年間平均流出量は10億4800万m2。

## ギャラリー

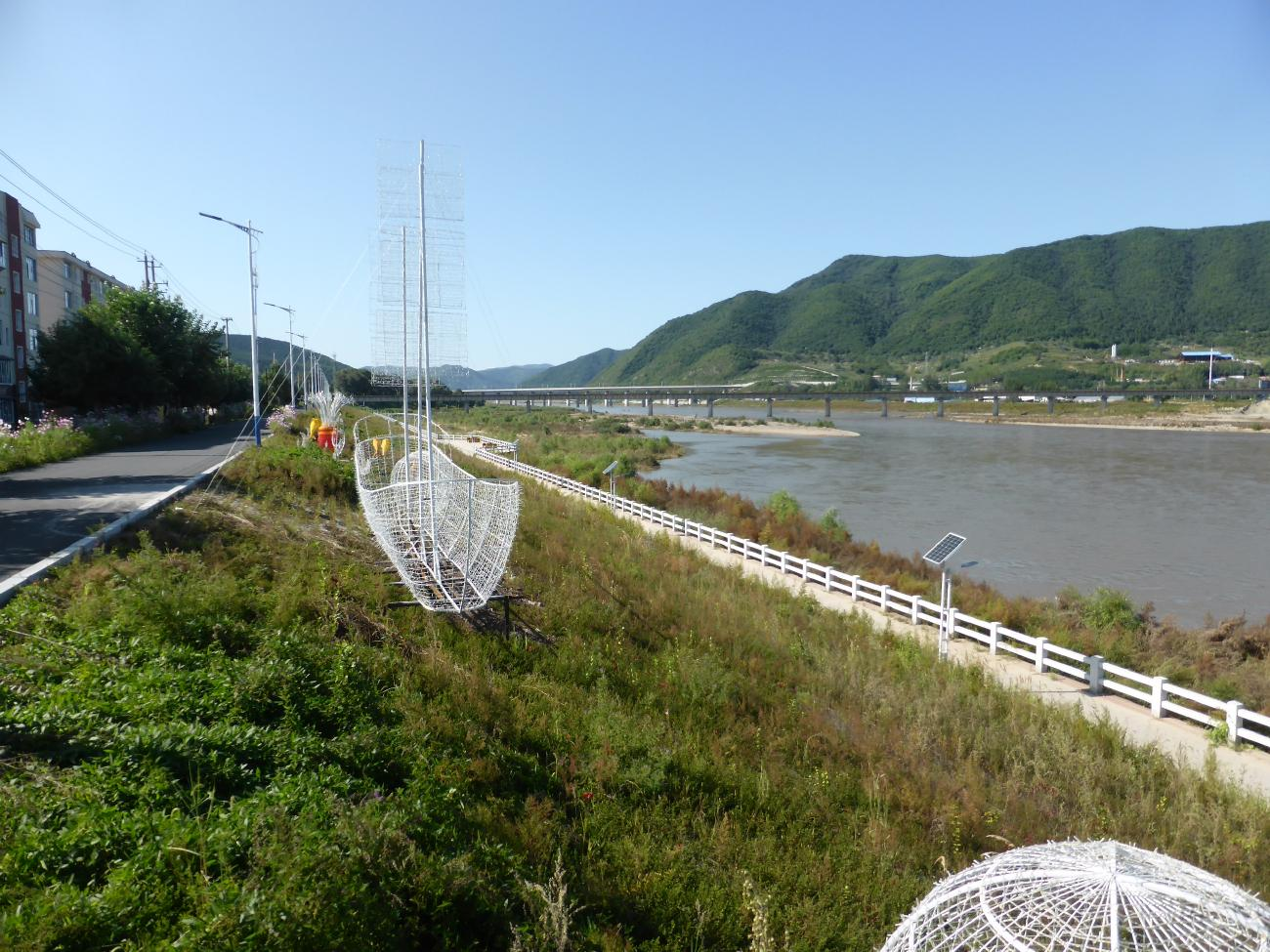
一番奥に見える橋は高鉄橋
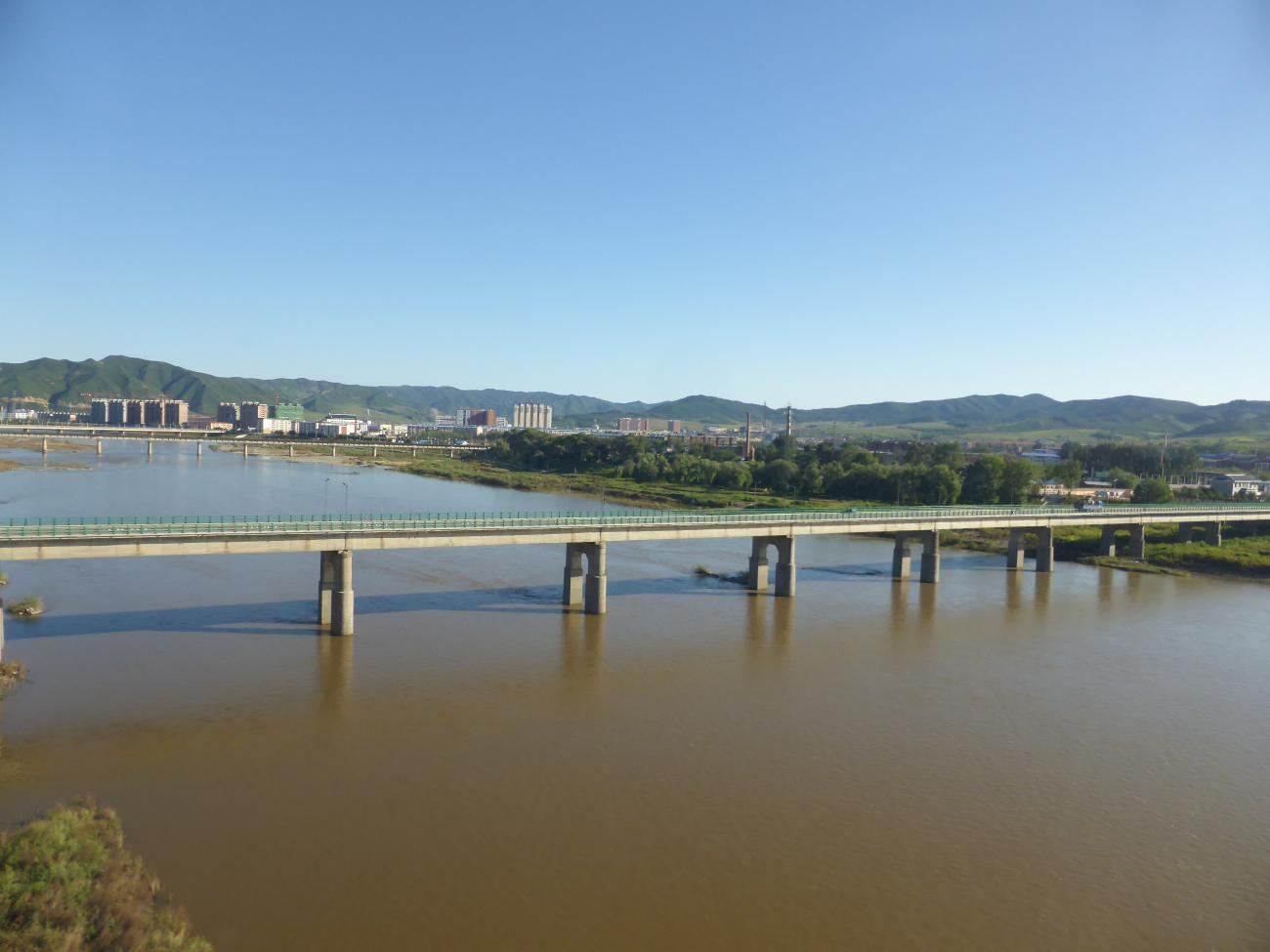
奥から八葉橋、図們鉄橋、図們江大橋
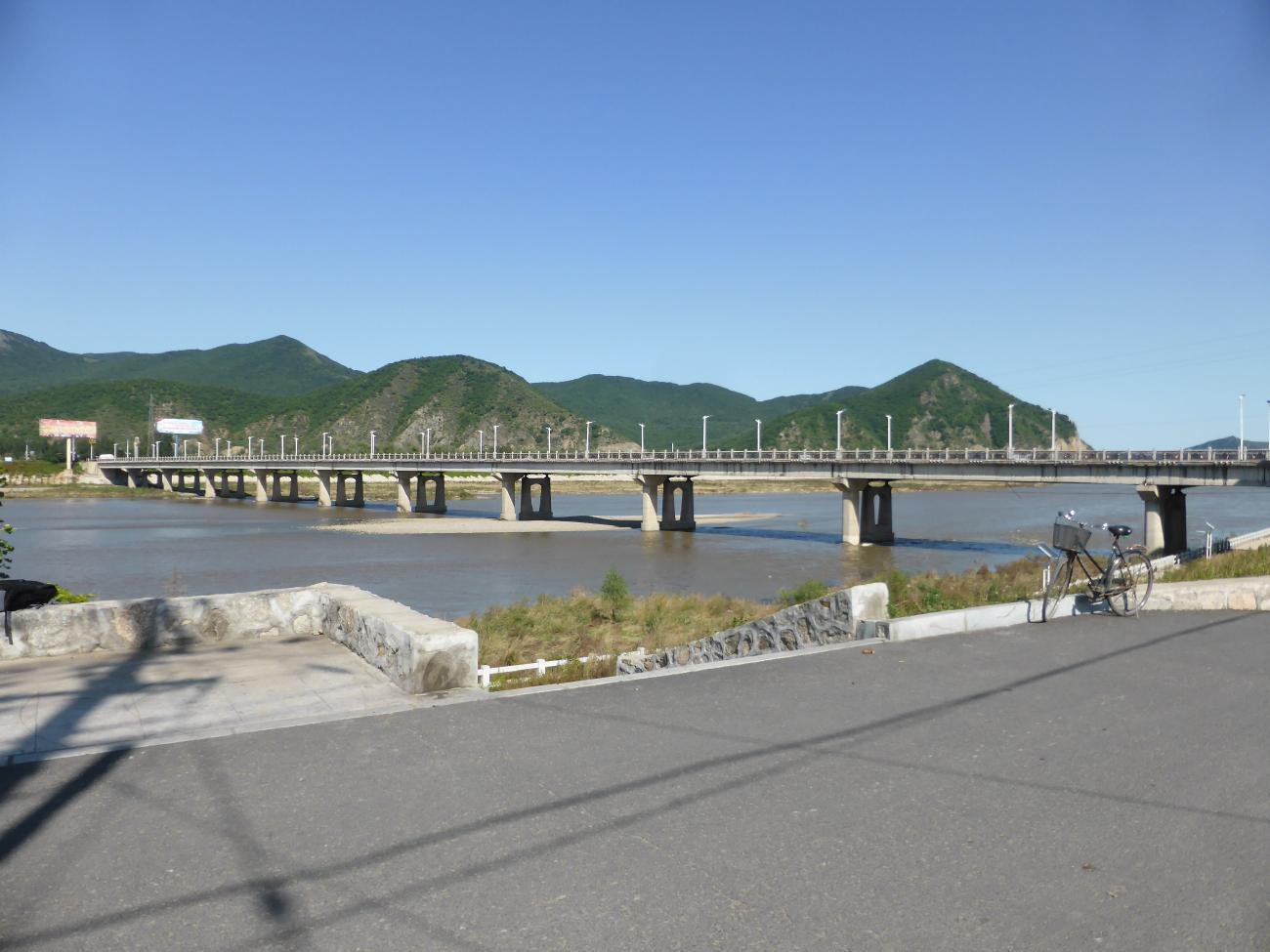
八葉橋全景
延辺辺防支隊拘留審査処（通称脱北者収容所）が見える。
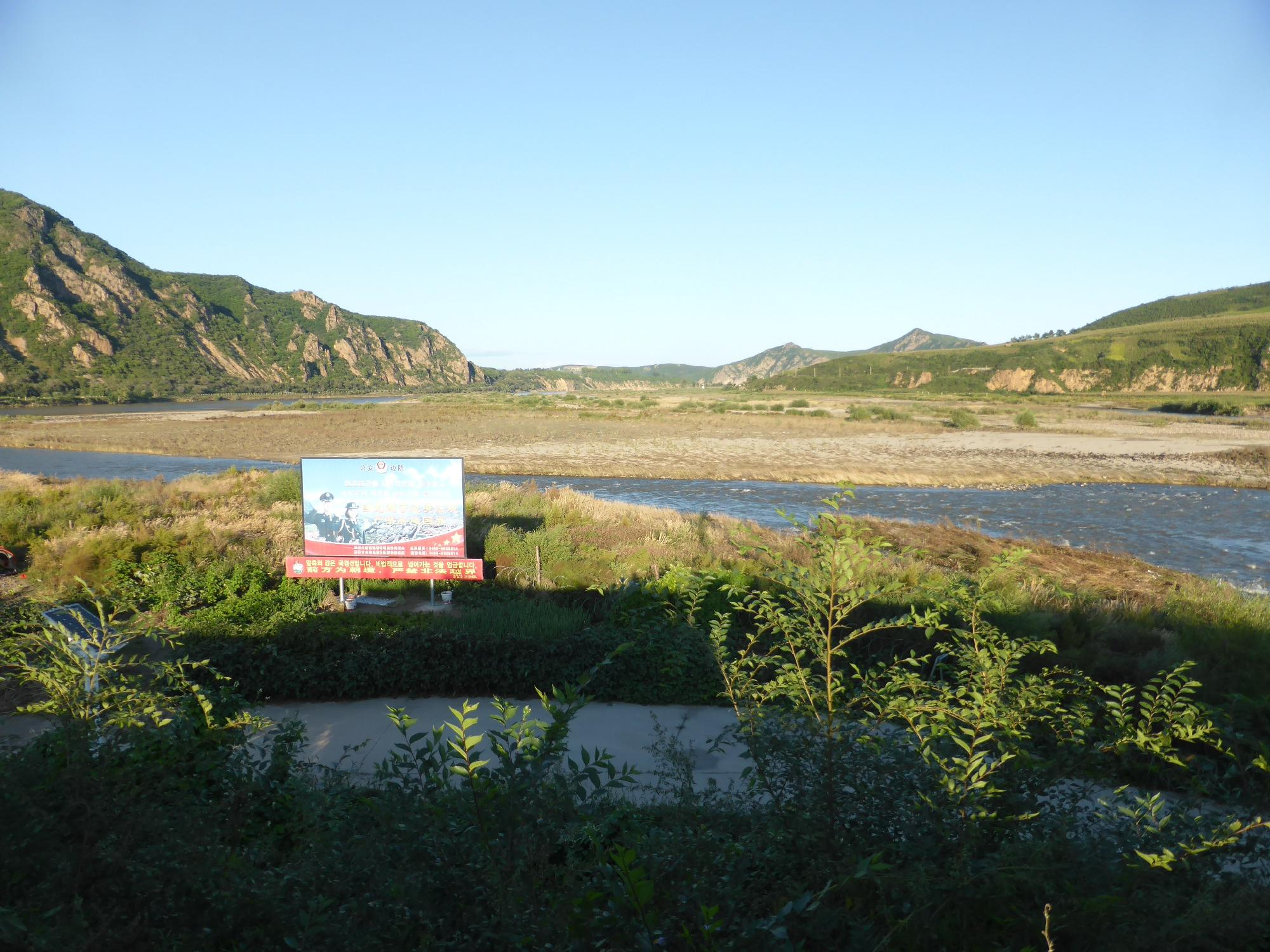
嘎呀河と図們江の合流地点。中央は中州。

## 関連資料
本文に反映が望まれる資料。発行年順。
- 河南省一（副領事・局子街駐在）「在外公館及商務官報告 嘎呀河開氷交通杜絶（電文＝本月19日発）（外務省）」大蔵省印刷局 編『官報』本号第3192号、日本マイクロ写真、1923年（大正12年）03月24日、615頁（コマ番号0012.jp2）。doi:10.11501/2955314、NDLJP:2955314インターネット公開。
- 庶務部調査課 編「第3章 経過地帯における各都邑の状況§第20節 嘎呀河、合流坪及灰莫洞」『吉会鉄道関係地方調査報告書』第1輯 （一般経済）、大連：南満洲鉄道〈調査報告書 ; 第31巻〉、1928年（昭和3年）、193頁（コマ番号0123.jp2）、全国書誌番号:47038698、doi:10.11501/1150143、インターネット公開。
- 興業部農務課 編『吉会鉄道沿線森林調査書』南満洲鉄道株式会社興業部農務課、1929年。NCID BN14162786。其の1、其の2、其の3。別題『牡丹江上流流域編』
- 塩田俊夫「13、嘎呀河西部上流地域鏡泊湖東部森林調査書…執筆者 鹽田俊夫 所屬 第2部林業班」『満洲林業資源調査報告』続、南満洲鉄道経済調査会〈資源調査書類 ; 第4編 第3巻 〉、1935年、261頁（コマ番号0142.jp2）、̺全国書誌番号:60007626、doi:10.11501/1719048、国立国会図書館内／図書館・個人送信、遠隔複写可。
- 「3、嘎呀河（図寧線沿線）」『満洲ニ於ケル木材類需給関係ノ概況調査』南満洲鉄道経済調査会〈経済資料 ; 第120編〉、1936年、9頁（コマ番号0014.jp2）、全国書誌番号:48002214、doi:10.11501/1718173、国立国会図書館内／図書館・個人送信。遠隔複写可。
- 米山芳郞「嘎呀河営林区匪談」『満鉄社員健闘録』第3篇、満鉄社員会〈社員会叢書 ; 第12、18輯〉、昭和11年、90頁（64コマ目）、全国書誌番号:55013189、doi:10.11501/1902752、インターネット公開。
- 三上次男「第3章 嘎呀河流域の石棺墓遺跡」『満鮮原始墳墓の研究』吉川弘文館〈東北アジア史研究 ; 第1〉、1961年、515頁（コマ番号0276.jp2）。全国書誌番号:61001514、doi:10.11501/2993670、国立国会図書館内／図書館・個人送信。遠隔複写可。付：英文解説。